# Cyrtandra elbertii
Cyrtandra elbertii là một loài thực vật có hoa trong họ Tai voi. Loài này được Bakh.f. mô tả khoa học đầu tiên năm 1950.